# Mitrea Cocor (film)
Mitrea Cocor este un film de război istoric, politic și dramatic românesc din 1952 regizat de Victor Iliu și Marietta Sadova. Rolurile principale au fost interpretate de actorii Septimiu Sever, Toma Dimitriu, Constantin Ramadan și Cornel Rusu.
Filmul este o ecranizare a romanului realist-socialist cu același nume scris de Mihail Sadoveanu și publicat în 1949. 
Inițial rolul lui Mitrea Cocor a fost acordat lui Octavian Cosmuța, dar apoi s-a renunțat la această variantă în favoarea lui  Septimiu Sever.

## Prezentare
Acțiunea filmului are loc în timpul celui de-al doilea război mondial. Mitrea Cocor este un fost argat boieresc care la sfârșitul războiului se reîntoarce în satul natal unde va conduce reforma agrară din 1945 în timp ce Armata Roșie avansează în țară.

## Distribuție
- Septimiu Sever - Mitrea Cocor
- Toma Dimitriu - Stoica Cernet
- Constantin Ramadan
- Cornel Rusu  - Mitrea copil
- Marietta Sadova
- Dem Savu - Ghiță Lungu
- Aurelia Sorescu
- Ion Talianu
- Nicolae Tomazoglu
- George Manu
- Andrei Codarcea
- Vasile Lăzărescu
- Nucu Păunescu - Plt. Catarama
- Titus Laptes
- Maria Voluntaru
- Gheorghe Ionescu-Gion
- Ion Henter

## Producție
Producția a început în vara anului 1951, filmările exterioare având loc în satele din Coțofeni din Dos și din Față, Dolj, în prejma Bucureștiului (Bragadiru, Dragomirești-Vale, Copăceni, Balotești, Cioflinceni, Snagov, Ghermănești, Lungulețu), precum și la Sibiu, Râmnicu Vâlcea, Drăgășani și Bușteni.  Filmările interioare au fost realizate pe platourile Tomis și Floreasca din București. Cheltuielile de producție s-au ridicat la un total de 4.784.000 lei. Muzica este de compozitorul Sabin Drăgoi.
Septimiu Sever povestește un incident din timpul filmărilor, când o ploaie torențială a oprit producția. Potrivit actorului, echipa s-a văzut nevoită să amâne filmarea unei secvențe nocturne de exterior și să strângă echipamentele din locație, lucru care s-a dovedit dificil din cauza ploii: „Muncitorii noștri electricieni erau numai în cămăși și se luptau din răsputeri cu cablurile grele sub ploaia care turna cu găleata. Arătura devenise o baie de noroiu prin care foarte greu te puteai mișca. În primul moment n-am știut ce să fac, cum i-aș putea ajuta. (...) Am ieșit afară din mașina care alunecase într-un șanț, i-am adunat pe toți de pe câmp. Le-am schimbat hainele cu cele care erau pentru actori și împreună am pornit la lucru. Într-o oră, cele trei camioane cu grupul electrogen erau pe șosea.” 

## Primire
Filmul a fost vizionat de 3.740.835 de spectatori în cinematografele din România, după cum atestă o situație a numărului de spectatori înregistrat de filmele românești de la data premierei și până la data de 31 decembrie 2014 alcătuită de Centrul Național al Cinematografiei.

## Vezi și
- Listă de filme despre cel de-al Doilea Război Mondial